# 关于国家在条约方面的继承的维也纳公约
《关于国家在条约方面的继承的维也纳公约》是旨在制定国家继承规则的国际条约，于1978年开放签署。通过该公约的背景之一是为了应对“非殖民化进程为国际社会带来的深刻变化”。公约于1996年11月6日生效，当时北马其顿共和国继承了该条约，达到了所需的15个缔约方。
该条约备受争议，主要是因为它区分了“新独立国家”（前殖民地的委婉说法）和“国家部分分离的情况”（所有其他新国家的委婉说法）。条约第16条规定，新独立国家不继承殖民国的条约义务，而第34条第(1)款规定，所有其他新国家仍受其分离国家的条约义务的约束。此外，第17条规定，新独立国家在大多数情况下可以不经其他缔约方同意而加入其前殖民者为缔约方的多边条约，而第9条规定，所有其他新国家只能在其他缔约方同意的情况下加入其被继承国为缔约方的多边条约。

## 缔约情况
截至2019年2月，23个国家缔约并批准。14个国家缔约但未批准。

### 批准国
| 国家       | 签署          | 批准           | 方式                                                     |
| ---------- | ------------- | -------------- | -------------------------------------------------------- |
|            |               | 1993年7月22日  | 继承自 南斯拉夫社會主義聯邦共和國                        |
| 巴西       | 1978年8月23日 | 2019年2月7日   | 批准                                                     |
|            |               | 1992年10月22日 | 继承自 南斯拉夫社會主義聯邦共和國                        |
| 賽普勒斯   |               | 2004年3月12日  | 加入                                                     |
| 捷克       | 1993年2月22日 | 1999年7月26日  | 批准 · 继承 捷克斯洛伐克的签署状态                       |
| 多米尼克   |               | 1988年6月24日  | 加入                                                     |
|            |               | 2006年7月25日  | 加入                                                     |
| 埃及       |               | 1986年7月17日  | 加入                                                     |
| 爱沙尼亚   |               | 1991年10月21日 | 加入                                                     |
| 衣索比亞   | 1978年8月23日 | 1980年5月28日  | 批准                                                     |
| 伊拉克     | 1979年5月23日 | 1979年12月5日  | 批准                                                     |
| 利比里亚   |               | 2005年9月16日  | 加入                                                     |
| 北馬其頓   |               | 1996年10月7日  | 继承自 南斯拉夫社會主義聯邦共和國                        |
| 摩尔多瓦   |               | 2009年2月9日   | 加入                                                     |
| 蒙特內哥羅 |               | 2006年10月23日 | 继承自 塞爾維亞與蒙特內哥羅                              |
| 摩洛哥     |               | 1983年3月31日  | 加入                                                     |
|            |               | 1999年4月27日  | 加入                                                     |
| 塞爾維亞   |               | 2001年3月12日  | 以 南斯拉夫联盟共和国名义继承 南斯拉夫社會主義聯邦共和國 |
| 塞舌尔     |               | 1980年2月22日  | 加入                                                     |
| 斯洛伐克   | 1993年5月28日 | 1995年4月24日  | 批准 · 继承 捷克斯洛伐克的签署状态                       |
| 斯洛維尼亞 |               | 1992年7月6日   | 继承自 南斯拉夫社會主義聯邦共和國                        |
| 突尼西亞   |               | 1981年9月16日  | 加入                                                     |
| 乌克兰     |               | 1992年10月26日 | 继承自 乌克兰苏维埃社会主义共和国                        |

### 签署国
| 国家           | 签署          |
| -------------- | ------------- |
| 安哥拉         | 1978年8月23日 |
| 智利           | 1978年8月23日 |
|                | 1978年8月23日 |
| 刚果民主共和国 | 1978年8月23日 |
| 聖座           | 1978年8月23日 |
| 马达加斯加     | 1978年8月23日 |
| 尼日尔         | 1978年8月23日 |
| 巴基斯坦       | 1979年1月10日 |
| 巴拉圭         | 1979年8月31日 |
| 秘魯           | 1978年8月30日 |
| 波蘭           | 1979年8月16日 |
| 塞内加尔       | 1978年8月23日 |
| 苏丹           | 1978年8月23日 |
| 乌拉圭         | 1978年8月23日 |

## 另请参阅
- 维也纳条约法公约
- 关于国家对国家财产、档案和债务的继承的维也纳公约